# Acemi Oglan
Acemi Oglan o Acemi Ocağı (àrab Adjami Oghlan) fou el nom donat als cristians reclutats pel servei de kapi kulus otomans. El nom vol dir "nois estrangers" i inicialment es reclutaven retenint a un de cada 5 presoners de guerra i més tard per comscripció. Es van crear per penčik kanun del 1362. Estaven al servei dels sipahis feudals d'Anatòlia i Rumèlia per entre 5 i 7 anys i després passaven al adjemi odjak de Gal·lípoli (i després del 1453 del adjemi odjak d'Istanbul. Passaven al servei de palau (kapima cikma) per rang o edat, quan es produïen vacants. Els que arribaven a aquest servei (anomenats ič oghlams i ič aghas) inicialment exercien com koghush (dormitori inferior) i podien arribar a khass oda, que era un lloc que facilitava l'accés al càrrec de beylerbeyi o de wezir. Els regiments de cavalleria principal (sipahs i sihladars) es reclutaven entre els ič agha, i els regiments de cavalleria secundaris (olufdedjis i ghureba) es reclutaven entre els acemi oglan. La majoria dels acemi oglan que no arribaven al servei del palau estaven destinats a ser geníssers. Van desaparèixer de fet al final del segle xvii però l'organització va existir nominalment fins que fou suprimida el 1826.